# I mysi patrí do nebe
I mysi patrí do nebe (Nederlands: Ook muizen gaan naar de hemel) is een Tsjechisch-Frans-Pools-Slowaakse stop-motion animatiefilm uit 2021, geregisseerd door Jan Bubeníček en Denisa Grimmová. De film is gebaseerd op een jeugdboek van de Tsjechische schrijfster Iva Procházková.

## Verhaal
Een jonge stoere muis en een nogal teruggetrokken vossenjong komen na een ongelukkig ongeval in de dierenhemel terecht. Daar moeten zij zich ontdoen van hun natuurlijke instincten willen ze op reis kunnen gaan naar een nieuw leven. Tegen de verwachtingen in worden ze de beste vrienden.

## Productie
De film werd gemaakt in de Barrandov Studios in Praag. Naast stop-motion werd ook digitale animatie gebruikt. Animatoren waren onder meer Frantisek Vasa, Piotr Ficner, Vojtech Kiss, Michal Kubíček, Katarzyna Okoniewska, Viliam Vala en Matous Valchar.

## Release en ontvangst
I mysi patrí do nebe ging op 16 juni 2021 in première op het Festival international du film d'animation d'Annecy. De film kreeg positieve kritieken van de filmcritici, met een score van 100% op Rotten Tomatoes, gebaseerd op 15 beoordelingen. De film won de Golden Goblet op het Internationaal filmfestival van Shanghai en werd genomineerd voor de Europese Filmprijs voor beste animatiefilm 2021 en de César voor beste animatiefilm 2022.

## Prijzen en nominaties
De belangrijkste:
| Jaar | Prijs                                                                 | Categorie                            | Genomineerde(n)                | Uitslag     |
| ---- | --------------------------------------------------------------------- | ------------------------------------ | ------------------------------ | ----------- |
| 2021 | Internationaal filmfestival van Shanghai                              | Golden Goblet                        | Jan Bubenicek, Denisa Grimmová | Gewonnen    |
| 2021 | Anifilm International Festival of Animated Film                       | Publieksprijs & Jury Special mention | Jan Bubenicek, Denisa Grimmová | Gewonnen    |
| 2021 | International Film Festival for Children and Young Audience SCHLiNGEL | Beste animatiefilm                   | Jan Bubenicek, Denisa Grimmová | Gewonnen    |
| 2021 | Europese filmprijzen                                                  | Beste animatiefilm                   | Jan Bubenicek, Denisa Grimmová | Genomineerd |
| 2022 | César                                                                 | Beste animatiefilm                   | Jan Bubenicek, Denisa Grimmová | Genomineerd |